# Amil
A Amil é uma empresa brasileira de assistência médica, fundada em 1978 por Edson de Godoy Bueno no Rio de Janeiro. Possui 6,2 milhões de beneficiários e conta com uma extensa rede médica credenciada no país, que abrange cerca de 30,3 mil prestadores de serviço – entre hospitais, clínicas, consultórios médicos, laboratórios e centros de diagnóstico por imagem.
Em 2009, adquiriu o controle acionário da Medial Saúde por R$ 612,5 milhões.
Em 2012, a Amil passou a fazer parte do UnitedHealth Group. Em janeiro de 2014, a Amil lançou o movimento Obesidade Infantil NÃO, com o objetivo de conscientizar a sociedade sobre a obesidade infantil no país.
Em novembro de 2015, a Amil foi reconhecida como uma das 20 empresas mais inovadoras do país pelo ranking Best Innovator, da revista Época Negócios e da consultoria A.T. Kearney.
Em dezembro de 2023, a Amil foi vendida por R$ 11 bilhões para o empresário José Seripieri Júnior, fundador da Qualicorp.

## Histórico

#### Tentativa de venda
Em 2022, a UnitedHealth Group (UHG) demonstrou interesse em vender a Amil, dentre as empresas que poderiam ter interesse nos ativos da marca seriam a Rede D'Or (que anunciou plano de fusão com a SulAmérica) e a Dasa (da família dos fundadores da Amil). A SulAmérica poderia disputar a carteira de beneficiários da Amil enquanto a Rede D’Or e Dasa tentariam captar os ativos. A Bradesco Seguros também estaria envolvida no processo de negociação.
De acordo com fontes especializadas no setor, a UHG estaria encontrando dificuldades em vender a Amil e teria optado por suspender o processo em julho. Dentre os problemas, estariam restrições e imposições da Agência Nacional de Saúde Suplementar (ANS) e do Conselho Administrativo de Defesa Econômica (CADE), além da falta de uma proposta atrativa.
Ainda de acordo com as fontes, o valor do negócio no Brasil está estimado em cerca de US$ 1 bilhão, bem abaixo dos US$ 5 bilhão na época da compra.

#### Venda
Em dezembro de 2023, a UnitedHealth Group aprovou a venda da Amil por R$ 11 bilhões – sendo R$ 9 bilhões em dívidas assumidas – para o empresário José Seripieri Filho, fundador da Qualicorp e da QSaúde. A Amil é a terceira maior operadora de saúde do Brasil e tem 3,2 milhões de beneficiários e 31 hospitais e atua em um modelo parcialmente verticalizado, concorrendo com outros pagadores como o Bradesco no mercado de PPO e com a Hapvida no mercado de HMO.
Em 2022, a Amil obteve receita de R$ 21,9 bilhões e um prejuízo de R$ 1,65 bilhão e nos três primeiros trimestres de 2023, acumulou R$ 2 bilhões em prejuízo, o pior resultado no ranking de empresas divulgado pela ANS.